# بوریس شاخلین
بوریس شاخلین ورزشکار مرد رشتهٔ ژیمناستیک اهل کشور اتحاد جماهیر شوروی است. وی در بین سال‌های ‎۱۹۵۶ تا ۱۹۶۴ میلادی در مسابقات بازی‌های المپیک تابستانی در مجموع ۱۳ مدال، شامل ۷ مدال طلا، ۴ نقره و ۲ برنز را کسب کرد.